# Clydonodozus brevicellulus
Clydonodozus brevicellulus är en tvåvingeart som beskrevs av Alexander 1920. Clydonodozus brevicellulus ingår i släktet Clydonodozus och familjen småharkrankar. Inga underarter finns listade i Catalogue of Life.